# Beesten
Beesten település Németországban, azon belül Alsó-Szászország tartományban. Lakosainak száma 1706 fő (2023. december 31.). Beesten Freren, Schapen, Lünne és Messingen községekkel határos.

## Népesség
A település népességének változása:
| Lakosok száma | 1589 | 1600 | 1592 | 1661 | 1712 | 1706 |
|               | 2016 | 2017 | 2019 | 2021 | 2022 | 2023 |